# Cielo en el cristianismo

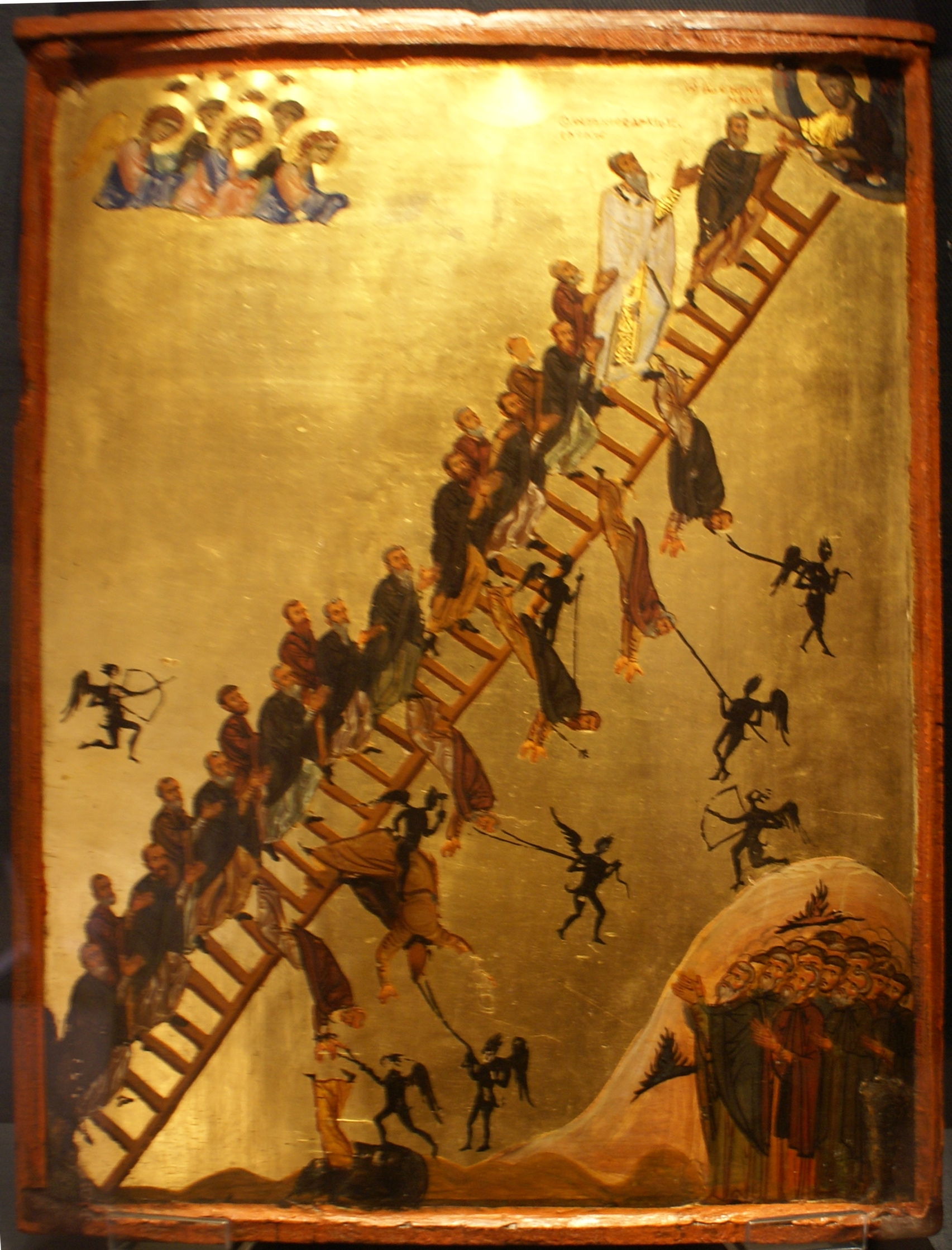
La Escalera de la Ascensión Divina' en el Monasterio de Santa Catalina, Monte Sinaí

En el cristianismo, el cielo es tradicionalmente la ubicación del trono de Dios y de los ángeles de Dios, y en la mayoría de formas de cristianismo es la morada de los justos muertos en el más allá. En algunas denominaciones cristianas se entiende como una etapa temporal antes de la resurrección de los muertos y el regreso de los santos a la Nueva Tierra.
En los Libro de los Hechos, la Jesús resucitado asciende al cielo donde, como afirma el Credo Niceno, se sienta ahora a la diestra de Dios y regresará a la tierra en la Segunda Venida. Según las enseñanzas de la Católica, la Ortodoxa Oriental y la Ortodoxa Oriental, se dice que María, madre de Jesús, fue asumida al cielo sin la corrupción de su cuerpo terrenal; se la venera como Reina de los Cielos.
En la Biblia cristiana, se encuentran conceptos sobre la escatología cristiana, el futuro "reino de los cielos", y la resurrección de los muertos, particularmente en el libro del Revelación y en 1 Corintios 15.

## Cristianismo primitivo
Los siglo I primeros judíos-cristianos, a partir de los cuales el cristianismo se desarrolló como una religión  gentil, creían que el reino de Dios iba a venir a la tierra dentro de sus propias vidas, y esperaban un futuro divino en la tierra. Los primeros escritos cristianos sobre el tema son los de Pablo, como 1 Tesalonicenses 4-5 4-5, en los que se describe a los muertos como si se hubieran dormido. Pablo dice que la segunda venida llegará sin previo aviso, como un "ladrón en la noche", y que los fieles que duermen serán resucitados primero, y luego los vivos. Del mismo modo, el más antiguo de los Padres Apostólicos, el Papa Clemente I, no menciona la entrada en el cielo después de la muerte, sino que expresa la creencia en la resurrección de los muertos después de un período de "sueño" en la Segunda Venida.
En el siglo II d. C., Ireneo (un obispo griego) citó a los presbíteros diciendo que no todos los que son salvados merecerían una morada en el cielo mismo: "[L]os que sean considerados dignos de una morada en el cielo irán allí, otros disfrutarán de las delicias del paraíso, y otros poseerán el esplendor de la ciudad; porque en todas partes se verá al Salvador según lo merezcan los que lo vean."
Según Bart Ehrman, cuando el Reino de Dios no llegó, las creencias cristianas cambiaron gradualmente hacia la expectativa de una recompensa inmediata en el cielo después de la muerte, en lugar de hacia un futuro reino divino en la tierra, a pesar de que las iglesias siguieron utilizando las declaraciones de los principales credos sobre la creencia en un día de resurrección venidero y en un mundo venidero.

## Catolicismo romano
La Iglesia católica enseña que "el cielo es el fin último y la realización de los anhelos humanos más profundos, el estado de felicidad suprema y definitiva". En el cielo se experimenta la visión beatífica. La Iglesia sostiene que,

por su muerte y resurrección, Jesucristo nos ha "abierto" el cielo. La vida de los bienaventurados consiste en la posesión plena y perfecta de los frutos de la redención realizada por Cristo... El cielo es la comunidad bienaventurada de todos los que están perfectamente incorporados a Cristo.

El Catecismo de la Iglesia Católica indica varias imágenes del cielo que se encuentran en la Biblia:

Este misterio de comunión bienaventurada con Dios y con todos los que están en Cristo supera toda comprensión y descripción. La Escritura habla de él con imágenes: la vida, la luz, la paz, el banquete de bodas, el vino del reino, la casa del Padre, la Nueva Jerusalén, el paraíso: 'ni ojo vio, ni oído oyó, ni corazón de hombre concibió, lo que Dios ha preparado para los que le aman'.

Aquellos cristianos que mueren aún imperfectamente purificados deben, según la enseñanza católica, pasar por un estado de purificación conocido como purgatorio antes de entrar en el cielo.
Autores católicos han especulado sobre la naturaleza del "gozo secundario del cielo", es decir, la enseñanza de la Iglesia reflejada en los Concilios de Florencia y de Trento. Para Dios "pagará según las obras de cada uno" (Romanos 2:6 ): ... "el que siembra escasamente también cosechará escasamente, y el que siembra generosamente también cosechará generosamente" (2 Corintios 9:6 ). El poeta jesuita Gerard Manley Hopkins describe esta alegría como el reflejo de Cristo los unos en los otros, cada uno a nuestra manera personal y en la medida en que nos hemos hecho más semejantes a Cristo en esta vida, pues como escribe Hopkins, "Cristo juega en diez mil lugares, encantador de miembros, y encantador de ojos que no son los suyos, al Padre a través de los rasgos de los rostros de los hombres". Dios quiere compartir incluso esta alegría divina con nosotros, la alegría de regocijarse haciendo felices a los demás.

## Cristianismo ortodoxo

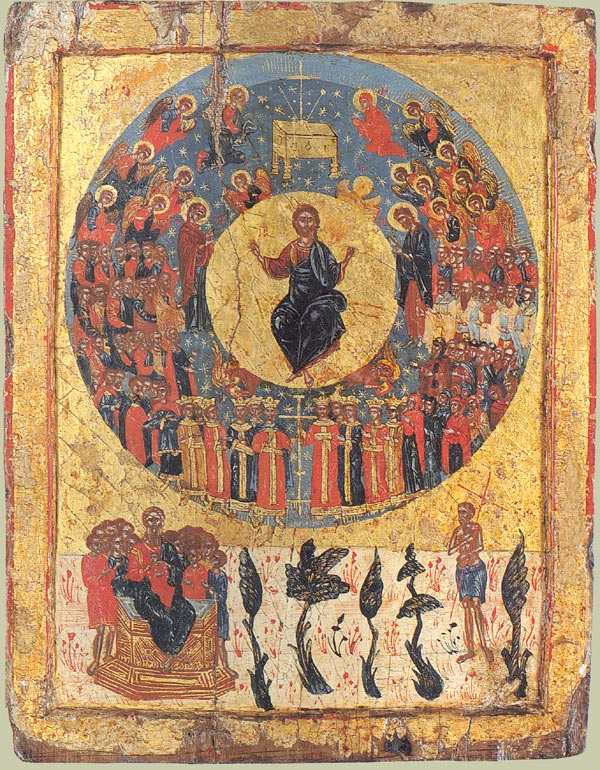
Ortodoxa Oriental Icono que representa a Cristo entronizado en el cielo, rodeado por las filas de ángeles y santos. En la parte inferior aparece el paraíso con el Seno de Abraham (izquierda), y el ladrón penitente (derecha).

### Cosmología ortodoxa oriental
La cosmología ortodoxa oriental percibe que el cielo tiene diferentes niveles (14:2), el más bajo de los cuales es el paraíso. En la época del creación, el paraíso tocaba la tierra en el Jardín del Edén. Después de la Caída del hombre, el paraíso fue separado de la tierra, y se prohibió la entrada a la humanidad, para que no participara del Árbol de la vida y viviera eternamente en un estado de pecaminosidad (3:22-24). Tras la Crucifixión de Jesús, la Iglesia Ortodoxa Oriental cree que Jesús abrió de nuevo la puerta del paraíso a la humanidad (23:43), y el ladrón penitente fue el primero en entrar.
Varios santos han tenido visiones del cielo (12:2-4). El concepto ortodoxo de la vida en el cielo se describe en una de las oraciones por los difuntos: "...un lugar de luz, un lugar de verdes pastos, un lugar de reposo, de donde huyen todas las enfermedades, penas y suspiros".
Sin embargo, en las Iglesias ortodoxa oriental y ortodoxa oriental, sólo Dios en el cristianismo tiene la última palabra sobre quién entra en el cielo. En la Iglesia Ortodoxa Oriental, el cielo es parte integrante de la deificación (theosis), la participación eterna de las cualidades divinas a través de la comunión con el Dios Trino (reunión del Padre y el Hijo a través del amor del Espíritu Santo).